# Saint-Prix-lès-Arnay
Saint-Prix-lès-Arnay ist eine französische Gemeinde mit 203 Einwohnern (Stand: 1. Januar 2022) im Département Côte-d’Or in der Region Bourgogne-Franche-Comté (vor 2016 Bourgogne); sie gehört zum Arrondissement Beaune und zum Kanton Arnay-le-Duc. 

## Geographie
Saint-Prix-lès-Arnay liegt etwa 52 Kilometer westsüdwestlich von Dijon. Umgeben wird Saint-Prix-lès-Arnay von den Nachbargemeinden Arnay-le-Duc im Norden und Westen, Foissy im Osten, Maligny im Süden sowie Magnien im Südwesten. An der nördlichen Gemeindegrenze verläuft der Arroux, im Süden durchquert sein Zufluss Villeneuve das Gebiet.

## Bevölkerung
| Jahr                       | 1962 | 1968 | 1975 | 1982 | 1990 | 1999 | 2006 | 2011 | 2016 |
| Einwohner                  | 292  | 262  | 260  | 260  | 236  | 242  | 247  | 244  | 231  |
| Quellen: Cassini und INSEE |      |      |      |      |      |      |      |      |      |

## Sehenswürdigkeiten

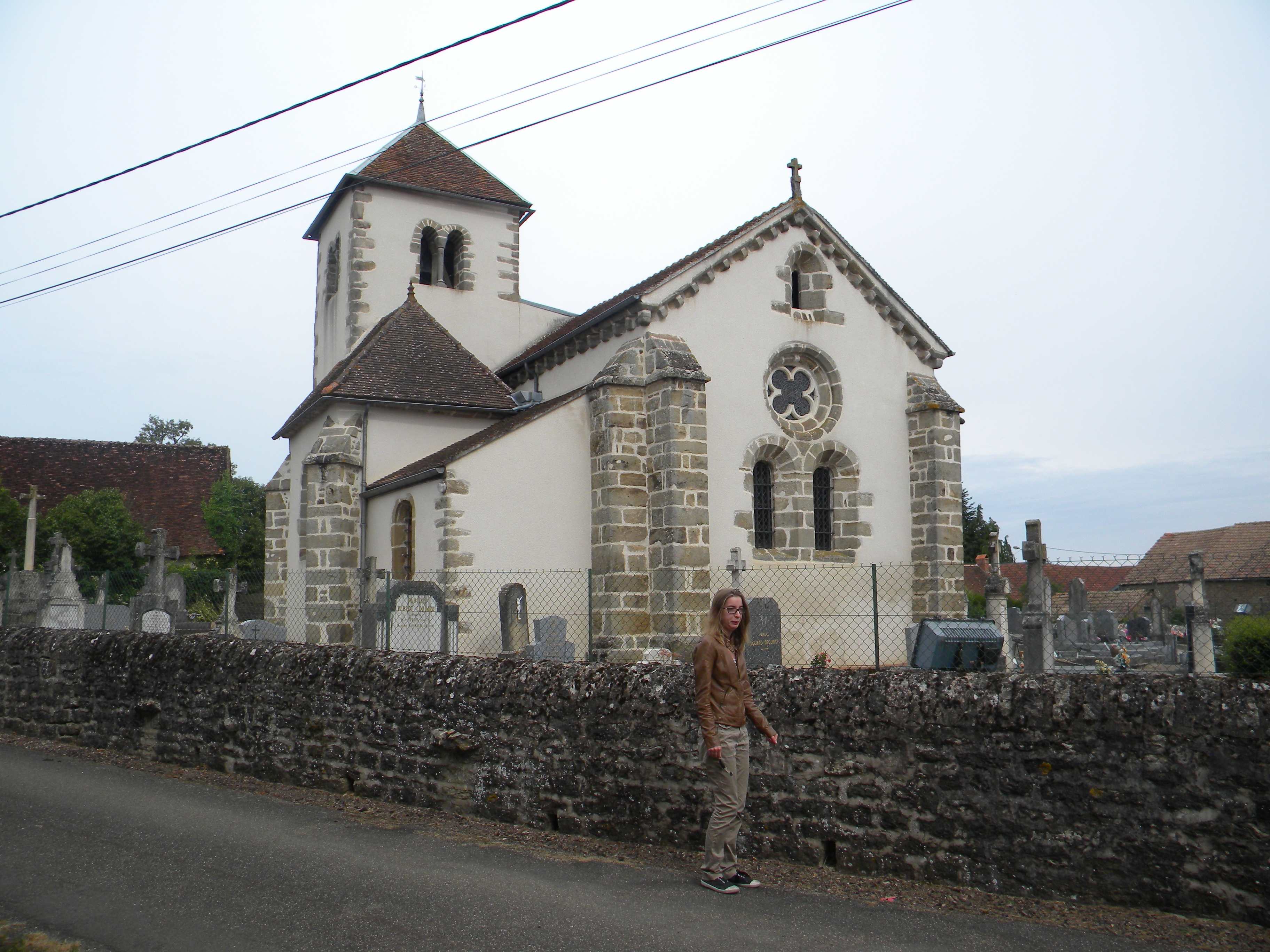
Kirche

- Kirche Saint-Prix